# Eva Fischerová
Eva Fischerová (* 8. února 1935) byla česká politička, v 90. letech 20. století a počátkem 21. století poslankyně České národní rady a Poslanecké sněmovny za ČSSD.

## Biografie
Ve volbách v roce 1992 byla zvolena do ČNR, jako poslankyně za ČSSD (volební obvod Severomoravský kraj). Zasedala ve výboru pro sociální politiku a zdravotnictví.
Od vzniku samostatné České republiky v lednu 1993 byla ČNR transformována na Poslaneckou sněmovnu Parlamentu České republiky. Mandát poslankyně obhájila ve volbách v roce 1996 a volbách v roce 1998.
V parlamentu se zaměřovala na zdravotnickou tematiku. Roku 1997 prosadila do zákona o veřejném zdravotním pojištění paragraf o tom, že není možno si připlatit za lepší péči. Tento paragraf o deset let později pravicová vláda zrušila. V roce 2001 ji nominační okresní konference ČSSD v Šumperku zařadila na páté, nevolitelné místo kandidátky do voleb v roce 2002. Místní sociální demokraté kritizovali zejména to, že Fischerová přesunula svoji kancelář z Šumperku do Zábřehu. V ČSSD se pak po odchodu ze sněmovny dále angažovala. V roce 2007 se uvádí jako místopředsedkyně strany v Olomouckém kraji.